# Maria Zahle
Maria Zahle (født 1979 i København) er en dansk kunstner, der bor og arbejder i København.
Zahles praksis er tværdisciplinær og hun arbejder med skulptur, tekstil, collage, og poesi. Skulpturel vævning og plantefarvning har i de seneste år været en central del af hendes praksis.

## Uddannelse
Maria Zahle er uddannet fra Slade School of Fine Art (en) (2005) og Royal Academy Schools (et) (2009) i London, hvor hun har levet og haft sit kunstneriske virke gennem mange år. Zahles værker bærer et slægtskab med det kunstneriske udtryk hos den britiske billedhugger Phyllida Barlow (en), som har undervist og inspireret Zahle gennem mange år.

## Udstillinger
Hendes seneste udstillinger omfatter SOLO på Alice Folker Gallery (2023); No Stranger or Lover to Me på Rønnebæksholm (2022); Nat Skærer Blå i Vandrehallen på Hillerød Bibliotek (2021); The Toe The Horse The Sister i Bladr (2021); Sunny Legs på Frise Kunsthal i Hamburg (2021) The Toe The Horse The Sister på Kunsthal Charlottenborg (2021); #AOTD - Art of the Day på CCA Andrach på Mallorca (2020); Trotsky and the Wild Orchids på Arcade i London (2018) og Og Solen Gaar Ned i Cobra-Rummet på Sophienholm (museum) (2018). 
Hendes værker er erhvervet af Ny Carlsbergfondet.